# Thomas Swindlehurst
Thomas Swindlehurst (Egyesült Királyság, Whittington, Lancashire, 1874. május 21. - Egyesült Királyság, Merseyside, Liverpool, 1959. március 15.) olimpiai ezüstérmes brit kötélhúzó.
Az 1908. évi nyári olimpiai játékokon indult kötélhúzásban brit színekben. A liverpooli városi rendőrség csapatában szerepelt. Rajtuk kívül még kettő brit rendőrségi csapat és két ország indult (amerikaiak és svédek). A verseny egyenes kiesésben zajlott. A döntőben a londoni rendőrségtől kaptak ki.